# (22899) Alconrad
1999 TO14 (asteroide 22899) é um asteroide da cintura principal. Possui uma excentricidade de 0.08211772 e uma inclinação de 2.88090º.
Este asteroide foi descoberto no dia 11 de outubro de 1999 por Korado Korlević e Mario Juric em Visnjan.